# Robert Luther
Robert Thomas Diedrich Luther (2 de gener de 1868, Moscou, Imperi Rus - 17 d'abril de 1945, Dresden, Alemanya) fou un destacat químic rus d'origen alemany.
El seu pare Alexander era advocat i entre els seus avantpassats directes es troba Hans Luther (1492-1558), cosí de Martí Luter, el religiós alemany que inspirà la Reforma Protestant. De 1885 a 1889 estudià química a la Universitat de Dorpat a Rússia. A la fi de 1889 fou nomenat assistent del químic Friedrich Konrad Beilstein a la Universitat Imperial de Sant Petersburg, però una malaltia greu el 1891 l'obligà a deixar la tasca a la universitat per a recuperar-se durant els dos anys següents. El 1894 continuà els estudis de química a la Universitat de Leipzig, on obtingué el doctorat el 1885 sota la direcció de Wilhelm Ostwald. El 1896 fou nomenat assistent d'Ostwald a l'Institut Físico-Químic de la Universitat de Leipzig. El 1899 presentà la seva tesi d'habilitació i obtingué la condició de professor. El mateix any publicà el monogràfic "Els processos químics de la fotografia", un registre de sis conferències públiques sobre el tema. En aquestes conferències demostrà, entre moltes altres coses, la cinètica de la reacció química en capes o volums de substàncies, un tema que l'ocupà durant la resta de la seva vida. També fou coautor de la segona edició de 1902 del llibre d'Ostwald sobre metodologia experimental en mesures físico-químiques. L'any 1900 fou nomenat subdirector del Institut Ostwald a la Universitat de Leipzig.
El 1904 fou nomenat professor de química física a la Universitat de Leipzig, i el 1906 director del recentment format departament fotoquímic. Quan Ostwald es retirà, Luther es trobà en una situació difícil i el 1908 acceptà una plaça a l'Institut de Ciències Fotogràfiques de la Universitat Tècnica de Dresden, creat poc abans amb el suport de la indústria fotogràfica local (Zeiss). Luther romangué a Dresden fins que fou nomenat professor emèrit el 1936, realitzant investigacions significatives en química física fotogràfica i general, i també en la definició d'estímuls de color i mesurament de l'estímul del color. Fou molt admirat pels seus estudiants, entre ells Manfred Richter, que més tard desenvolupà el sistema d'ordres de color DIN. El 1909-1910, el famós fotògraf nord-americà Imogen Cunningham (1883-1976) fou un estudiant de Luther, que aprengué la tècnica de les impressions de platí.